# Estrela do Norte (Goiás)
Estrela do Norte (Goiás) es un municipio brasilero del estado de Goiás.